# Association du locked-in syndrome
« Alis » redirige ici.  Pour le concessionnaire autoroutier, voir Alis (entreprise).
L’Association du locked-in syndrome, ou ALIS, est une association française d'intérêt général loi de 1901 créée en mars 1997 par Jean-Dominique Bauby.
L'objectif quotidien de l'association est de venir en aide aux personnes atteintes du syndrome d'enfermement et leur famille. Cette aide peut être financière (achat d'aide technique, aménagement de domicile, etc.), psychologique, sociale ou médicale. Son but sur le long terme est de faire avancer la recherche sur le locked-in syndrome et de trouver des solutions de vie adaptées aux patients.
Le rayon d'action de l'association est principalement français. Elle soutient des projets européens et aide des patients de plusieurs pays différents.
Hubert Azémard est le Président d'ALIS depuis septembre 2012, Véronique Blandin en est la Secrétaire générale et Bernard Bussel en est le Président du comité scientifique. Depuis 2004, deux stagiaires de l'École polytechnique viennent soutenir ALIS tous les ans pendant 7 mois.
Depuis janvier 2024, ALIS est agréé par l'Unaf en qualité d'organisme associé.

## Ses missions
ALIS s'est fixé pour mission d'améliorer le confort de vie des personnes atteintes du locked-in syndrome en les soutenant directement, en soutenant la recherche sur le syndrome et sur les aides techniques à la communication, en informant les thérapeutes et en améliorant la prise en charge des patients dans les maisons spécialisées.

### Aide directe
Par l'intermédiaire de sa permanence parisienne et de ses antennes régionales, ALIS aide de différentes manières les patients et leur famille :

#### Soutien technique
L'association prête gratuitement du matériel d'aide à la communication : contacteurs, téléthèses, ordinateurs avec logiciel adapté, etc. Elle peut aussi conseiller les patients sur l'achat de matériel ou les mettre en contact avec des professionnels. Elle met enfin à disposition des publications spécialisées sur les aides techniques.

#### Soutien financier
L'association vient en aide financièrement aux patients pour l'achat de matériel, l'aménagement du domicile ou encore des projets personnels.

#### Soutien social
Une assistante sociale est présente à la permanence de l'association. ALIS aide aussi les patients dans leurs démarches administratives ou juridiques.

#### Soutien médical
L'association possède plusieurs médecins référents répartis sur toute la France. Elle organise des séjours temporaires dans des hôpitaux spécialisés pour les patients qui en expriment le besoin.

#### Soutien psychologique
L'association est à l'écoute des patients et de leur famille pour les soutenir moralement et psychologiquement.
Elle organise par ailleurs plusieurs fois par an et dans différentes régions de France des groupes de paroles destinés à partager des expériences et des savoir-faire entre aidant d'une part et entre patients d'autre part.

### Aide indirecte

#### Recherche
ALIS soutient les recherches entreprises sur la prise en charge du locked-in syndrome. Elle met en relation les chercheurs et les patients et établit des statistiques grâce à sa base de données. Elle a permis la publication de plusieurs articles sur le locked-in syndrome,.
L'association soutient le projet DECODER qui vise à améliorer le diagnostic du syndrome et la communication des patients grâce aux ondes cérébrales.

#### Prise en charge
ALIS tente d'améliorer la prise en charge des patients atteints de locked-in syndrome en France. Pour cela elle organise par exemple tous les deux ans des formations ouvertes aux étudiants.

#### Communication
La communication sur le locked-in syndrome se fait au travers de publications et d'évènements.
La Lettre d'ALIS est une revue semestrielle envoyée gratuitement à ceux qui en font la demande. Elle résume les activités récentes de l'association et les dernières avancées de la recherche, détaille certains aspects médicaux du syndrome, teste des nouveaux matériels d'aide à la communication, etc.
De nombreux évènements sont organisés par l'association tout au long de l'année pour récolter des fonds et communiquer sur le syndrome : pièces de théâtre, concerts, groupes de paroles, etc.
Enfin, la Journée d'ALIS est un congrès organisé tous les ans par l'association aux alentours de mars ou avril au cours duquel interviennent de nombreux professionnels concernés par le syndrome qui présentent les dernières avancées médicales ou technologiques pour la prise en charge des patients.
ALIS bénéficie du soutien amical d'un parrain, le chanteur et guitariste Thomas Dutronc.

## Chiffres clé
- 600 personnes atteintes du locked-in syndrome ont été recensées par l'association depuis sa création jusqu'à décembre 2011.
- 2800 personnes différentes ont déjà fait un don à l'association en date du premier décembre 2011.

### Sources
- Monique Derrien, Locked-in Syndrom - La vie dans les yeux, reportage diffusé sur France Inter en mai 2009 dans le cadre du magazine Interception
- Terrafemina, ALIS - Association du Locked-In Syndrome, 2009
- P. Van Eeckhout, F. Pellas, « Association du Locked-In Syndrome », La lettre du neurologue, numéro de juin 2004
- F. Fagnani, « Association du Locked-In Syndrome », La Revue de gériatrie, Tome 24, n°3, Mars 1999